# Nigrapercula africana
Nigrapercula africana is een mosdiertjessoort uit de familie van de Bitectiporidae. De wetenschappelijke naam van de soort is, als Pachycleithonia africana, voor het eerst geldig gepubliceerd in 1985 door Cook.